# Хищники (фильм, 2010)
«Хищники» (англ. Predators) — научно-фантастический боевик 2010 года режиссёра Нимрода Антала по сценарию Алекса Литвака и Майкла Финча. Главные роли в фильме исполняют Эдриен Броуди, Тофер Грейс, Алисе Брага, Лоренс Фишбёрн, Дэнни Трехо, Олег Тактаров и Дерек Мирс.
Это третий фильм в серии «Хищник». Он является продолжением фантастических кинокартин «Хищник» (1987) режиссёра Джона Мактирнана и «Хищник 2» (1990) режиссёра Стивена Хопкинса.
В центре сюжета борьба похищенных с Земли людей против инопланетян, которые охотятся на них с целью улучшения своих боевых навыков.
Продюсер Роберт Родригес разработал сценарий для третьей части ещё в 1994 году, хотя только в 2009 году 20th Century Fox дала проекту зелёный свет. Фильм снимался на Гавайях и в Остине, штат Техас. Вся картина была отснята за 53 дня.
Название «Хищники» должно иметь двойной смысл, поскольку оно относится как к пришельцам, так и к группе людей, сражающихся с ними. Сам Родригес заявил, что он назвал фильм «Хищники» в связи с тем, что сиквел Джеймса Кэмерона в серии фильмов «Чужой» называется «Чужие».
Мировая премьера состоялась 7 июля 2010 года. При бюджете в 40 000 000 долларов картина собрала 127 000 000 долларов в мировом прокате. Отзывы критиков и зрителей фильм собрал в основном положительные.

## Сюжет
Некий человек в форме военного приходит в сознание и обнаруживает себя падающим с небес. Его парашют раскрывается над самыми джунглями и вслед за ним рядом приземляется ещё один парашютист, который наставляет на него оружие. Рядом с ними разбивается человек, чей парашют не раскрылся, а через мгновение по ним открывают огонь. Стрелявшим оказывается российский спецназовец Николай (Олег Тактаров), а те, в кого он стрелял, это бывший военный Ройс (Эдриен Броуди) и мексиканский бандит Кучильо (Дэнни Трехо). Втроём они пытаются разобраться в том, что происходит, когда обнаруживают, что находятся на прицеле у женщины с винтовкой, которая называет себя Изабель (Алисе Брага). Вместе группа отправляется на поиски возвышенности, чтобы осмотреться, а за ними по пятам уже идёт якудза Хандзо (Луис Одзава Чжанцзянь). Проходя по джунглям, группа натыкается на дерущихся заключённого Стенса (Уолтон Гоггинс) и Момбасу (Махершалалхашбаз Али), бойца «Революционного фронта», а вслед за этим обнаруживает висящего на дереве доктора Эдвина (Тофер Грейс).
Группа находит странное изваяние в джунглях, затем клетки, висящие на деревьях, и сразу же попадает в серию ловушек, оставленных, как выясняется позже, погибшим американским офицером. Наконец, группа добирается до возвышенности, где наблюдает незнакомые планеты на горизонте. Это говорит, что героев забросили на чужую планету.
Вслед за этим на них нападают странные звери явно внеземного происхождения. Нападение удаётся отбить, но пропадает Кучильо. Его находят на зелёной поляне просящим о помощи, но, как выясняется позже, он уже мёртв и является приманкой в расставленной ловушке. Ройс предлагает идти по следам зверей, это приводит группу в лагерь, полный останков неизвестных видов. Вскоре они обнаруживают прикованного к столбу инопланетянина, но, когда тот приходит в себя, на отряд нападают, убивая Момбасу. Отряд спасается бегством, а Ройсу удаётся рассмотреть похитителей. Изабель рассказывает о том, что она знает о пришельцах. Ройс предлагает объединить усилия и устроить для охотников ловушку.
Затаившись в джунглях, отряд принимает круговую оборону и выпускает доктора Эдвина в качестве наживки. Это срабатывает, за доктором пускается в погоню инопланетное существо охотников. Изабель стреляет, цель повержена, но оказалось, что она промахнулась, и все они находятся под прицелом незнакомца. Незнакомец называет себя Ноланд (Лоренс Фишбёрн) и проводит в своё убежище — старую буровую установку. Там они узнают о том, что планета является охотничьими угодьями, куда завозят представителей разных видов, и что на них по трое охотятся Хищники. Ноланд же, находясь на планете уже несколько сезонов, много времени провёл в одиночестве, от чего помешался, раздвоением личности . Ноланд ещё рассказывает о том, что инопланетяне воюют между собой из-за какой-то кровной вражды и что у них есть замаскированный корабль неподалёку от лагеря. Ночью Ноланд пытается убить своих гостей, чем вынуждает Ройса привлечь внимание охотников, один из которых убивает Ноланда.
Группа вынуждена бежать, доктор Эдвин теряется в лабиринте из коридоров, Николай, придя ему на помощь, жертвует своей жизнью и убивает при этом одного из охотников. На выходе с установки погибает Стенс: он задерживает другого антагониста, чтобы остальные могли уйти, но главарь охотников вырывает ему позвоночник. Хандзо остаётся в поле, дожидаясь охотника, давая другим время на побег. Приняв бой с инопланетянином, он убивает его, но и погибает сам. Доктор Эдвин попадает в капкан (единственный капкан в фильме, хотя переводчик назвал капканами все ловушки), Изабель видит это и остаётся с ним. Ройс освобождает пленного хищника, тот помогает ему найти корабль для отбытия на Землю. Однако их обнаруживает главарь охотничьей группы, который в борьбе убивает пленного, а корабль взрывает.
Доктор Эдвин оказывается маньяком. Он парализует Изабель, собираясь её убить, когда появляется Ройс. Тот освобождает их, но потом он понимает настоящую личность Эдвина, ранит егo eго же скальпелем и делает из него ловушку, в которую попадается последний главный охотник. Взрыв отбрасывает антагониста, но тот приходит в себя. Ройс вступает с ним в драку и проигрывает, но его выручает Изабель. Ройс кромсает топором хищника, отрубает руку, а потом и голову. В финале фильма Изабель и Ройс наблюдают, как в небе раскрываются парашюты — начинается новый «сезон охоты». Ройс говорит, что пора выбираться с этой планеты, и они уходят.

## В ролях
В 2009 году на фестивале Comic-Con в Сан-Диего Родригес заявил о том, что актёры уже подобраны, и что герои фильма будут наиболее важным элементом, благодаря которому зрители отправятся в увлекательное путешествие. Он также отметил, что название фильма будет иметь двойной смысл и будет относиться с одной стороны к опасным пришельцам, а с другой — к людям, на которых они охотятся. Родригес и Антал рассчитывали собрать сильную команду актёров для того, чтобы каждый персонаж смотрелся интересно и в одиночку. Родригес также рассчитывал пригласить Арнольда Шварценеггера для небольшой, но очень важной роли «Голландца», главного героя первого фильма.
- Эдриен Броуди в роли Марко Ройса — бывшего американского солдата, возглавившего группу людей, сброшенных в джунглях[5][9]. Броуди говорил, что был поражён фильмом «Хищник», в связи с чем рассматривал свою роль как вызов, возможность создать новый образ, который будет контрастировать с героем Шварценеггера в оригинальном фильме. Броуди набрал 11 килограммов мышечной массы для того, чтобы соответствовать образу. Однако он считал, что принёс в фильм не только это, а прежде всего, определённую дисциплину, ту, которая присутствовала в фильме «Пианист». Антал и Родригес не хотели, чтобы актёр напоминал Шварценеггера, они хотели пойти в совершенно другом направлении, полагая, что реальные солдаты, жилистые и жёсткие, отнюдь не такие громилы, каким является Шварценеггер. Антал говорил о своём творении, как новом витке, он не хотел копировать или подражать предыдущей картине. Броуди выразил заинтересованность в съёмках продолжения картины.
- Алисе Брага в роли Изабелль Юстман (в комиксах – Изабель Авигель Ниссенбаум) — снайпер из Армии обороны Израиля[10]. Она не смогла спасти своего напарника в ходе разведывательной миссии и чувствует, что попала на планету в качестве наказания, для искупления своей вины. Как единственный женский персонаж, Изабель играет роль миротворца: «Мой персонаж достаточно забавный» — считает Брага — «Единственный, который пытается сплотить всех, прекратить драки и раздор, доказывая всем, что вместе — они сила». Брага описала характер персонажа как «Печенье, сладкое внутри, но твёрдое снаружи». Готовясь к роли, она изучала руководство для снайперов и носила 6-килограммовую винтовку Blaser R93 до и во время съёмок.
- Тофер Грейс в роли Эдвина Кушинга — врача, который, казалось бы, попал на планету по ошибке, но как выясняется позже — он психически больной серийный убийца[11]. Актёр сомневался в том, стоит ли ему соглашаться на роль. Ему, как и Броуди, очень нравился первый фильм, однако, он считал, что следующие экранизации не были столь удачны. Он сравнил подход к работе Антала с подходом режиссёра Ридли Скотта, снявшим серию фильмов, объединённую общим персонажем Чужим, оставшимся верным концепции первого фильма, развивая её и двигаясь в новых направлениях. Грейс сам выполнил некоторые трюки, включая прыжок с водопада.
- Луис Одзава Чжанцзянь в роли Каваками Хандзо — представитель якудза, боевика из клана Инагава-кай, скорее всего, исполняющего обязанности убийцы. Вооружён пистолетом Beretta 92FS из нержавеющей стали (кожух-затвор, ствол и мелкие элементы) c кастомными рукояткой (из слоновой кости) и компенсатором. Он практически не говорит, так как уже лишился двух пальцев на руке, принося извинения, согласно обычаю, за сказанное им[12]. Актёр о своём персонаже отзывался как о человеке, способном убить другого без малейших угрызений совести. Чжанцзянь использовал своё мастерство владения мечом в сцене с поединком между ним и Хищником. Антал — поклонник кэндо — настоял на том, чтобы поединки на мечах выглядели натурально.
- Уолтон Гоггинс в роли Уолтера Стэнса — приговорённого к смертной казни заключённого тюрьмы Сан-Квентин, которого должны были казнить через два дня после начала событий и который обвинялся в 38 убийствах и серии изнасилований.
- Олег Тактаров в роли Николая Сарова (по другим источникам – Николая Михаиловича Федорова) — российского военного из специального отряда «Альфа», который воевал в Чечне, прежде чем обнаружил себя на неизвестной планете[13]. Тактаров — бывший профессиональный спортсмен, чемпион мира по боям без правил, о своей роли отзывался, как о сочетании трёх образов: Арнольда Шварценеггера, Джесси Вентуры и Билла Дьюка из оригинального фильма. Он также отметил, что впервые ему приходится играть русского, являющегося при этом положительным персонажем в американском фильме. Саров — это нынешнее название Арзамаса-16, города, в котором родился Тактаров.
- Махершалалхашбаз Али в роли Момбасы — боевика эскадрона смерти Объединённого Революционного Фронта Сьерра-Леоне[5].
- Дэнни Трехо в роли "Кучильо" (Рауля Рамиреза) — бандита мексиканского наркокартеля Los Zetas[14].
- Лоренс Фишбёрн в роли Роланда Ноланда — бывшего десантника 1-й кавалерийской дивизии США, пережившего на чужой планете несколько сезонов охоты[12]. Фишберн отозвался о своей роли следующим образом: «Это интересная роль, она довольно сильно отличается от роли Морфиуса: персонаж немного застенчив, он сумасшедший, со вредным характером».

Четыре пришельца в фильме были сыграны Дереком Мирсом, Кэри Джонсом и Брайаном Стилом. Стил сыграл двух наиболее крупных хищников — Берсеркера и Фальконера. Берсеркер появляется в финальном поединке с Ройсом, а Фальконер — в поединке с Хандзо. Мирс играет хищника, в котором угадывается существо из серии прошлых фильмов. Джонс сыграл пришельца, контролировавшего животных, носящего шлем, украшенный парой бивней. Он был убит Николаем. В некоторых сценах Джонса заменял Стил, так как из всего актёрского состава он наиболее высокий.

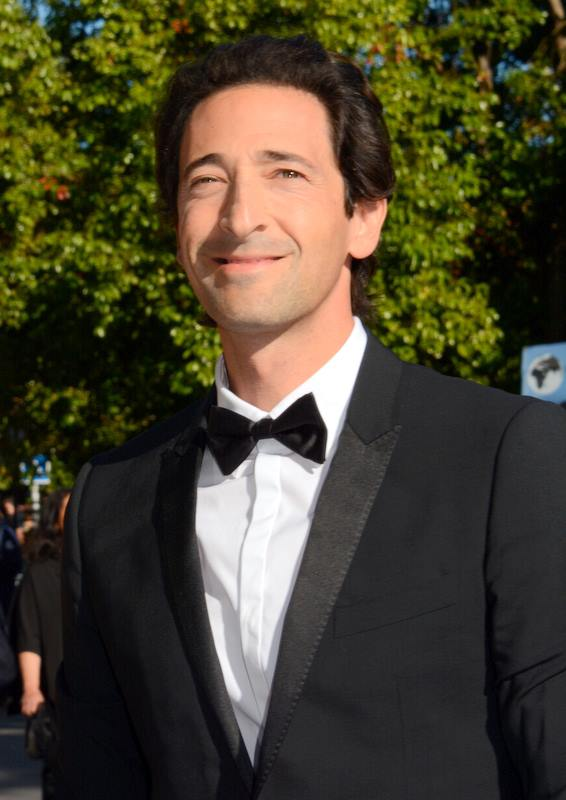
Эдриен Броуди
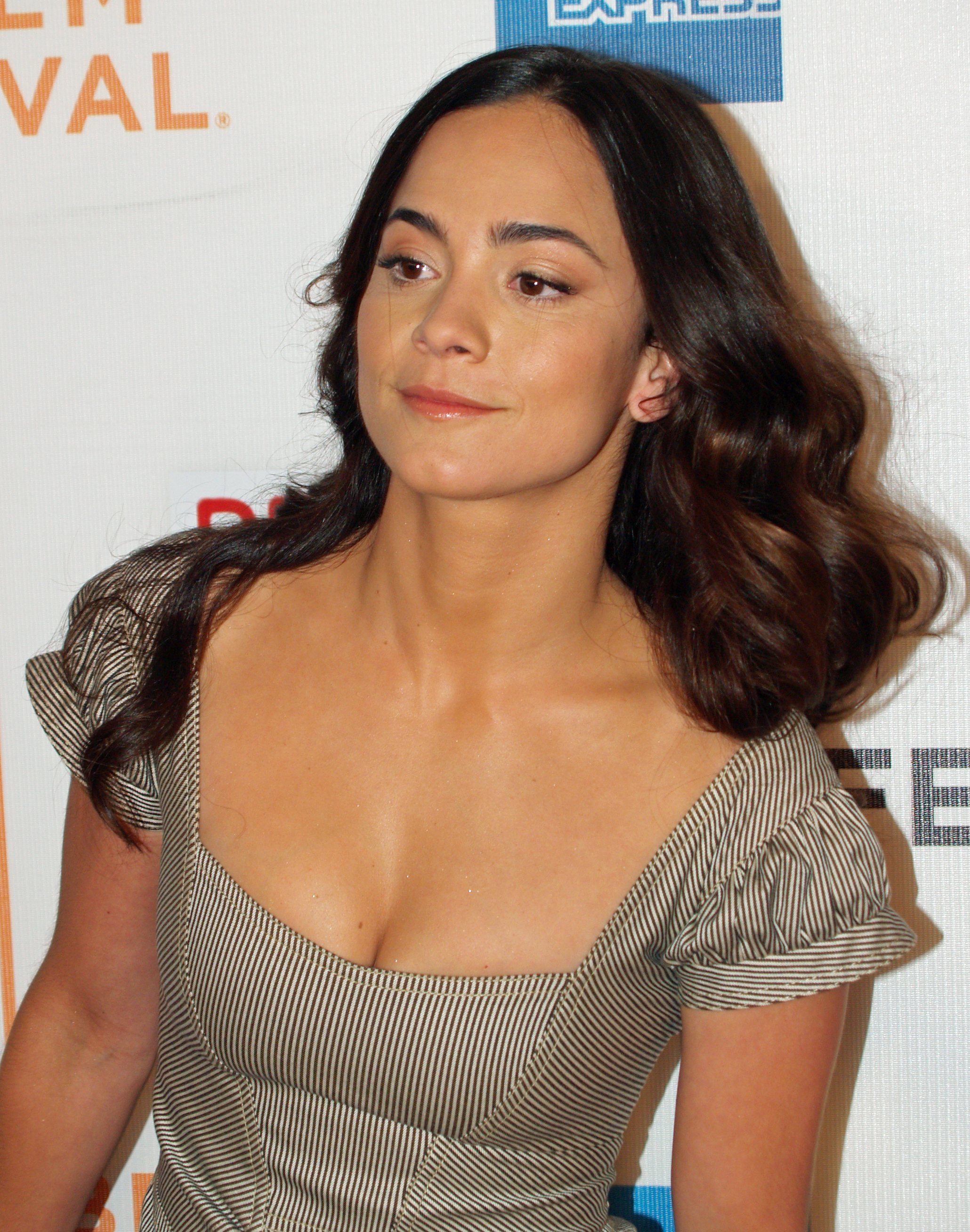
Алисе Брага
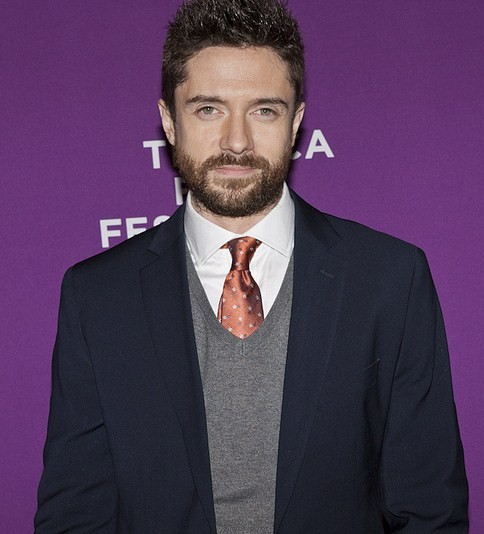
Тофер Грейс
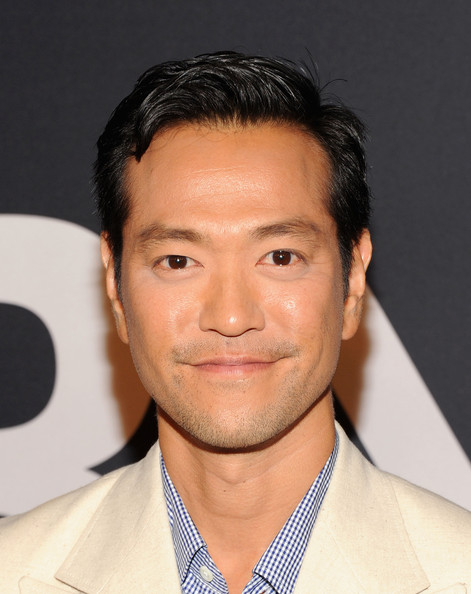
Луис Озава Чангчен
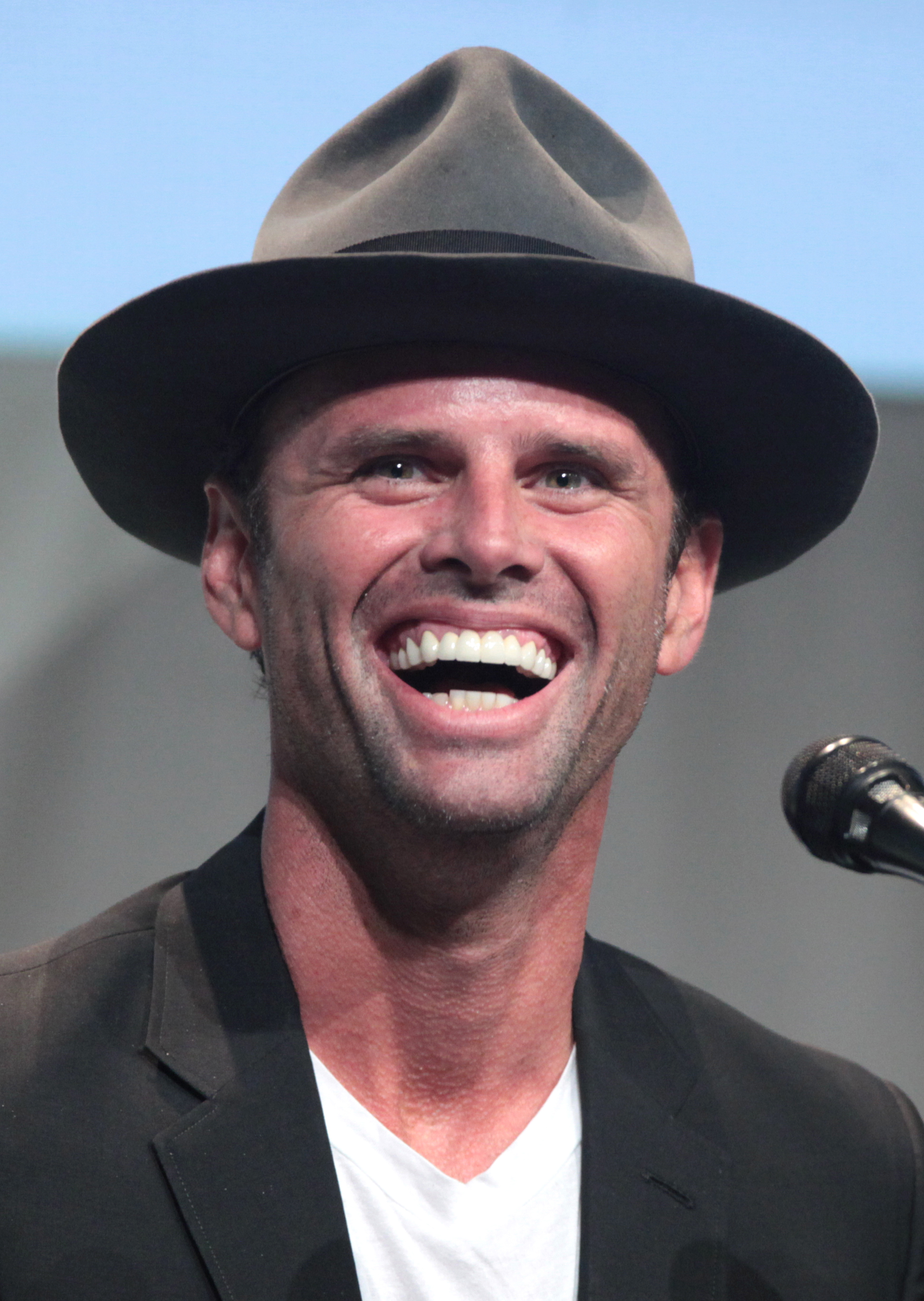
Уолтон Гоггинс
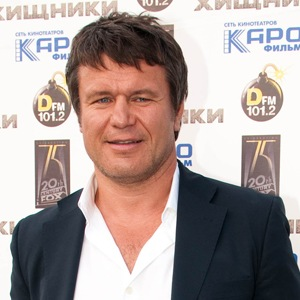
Олег Тактаров
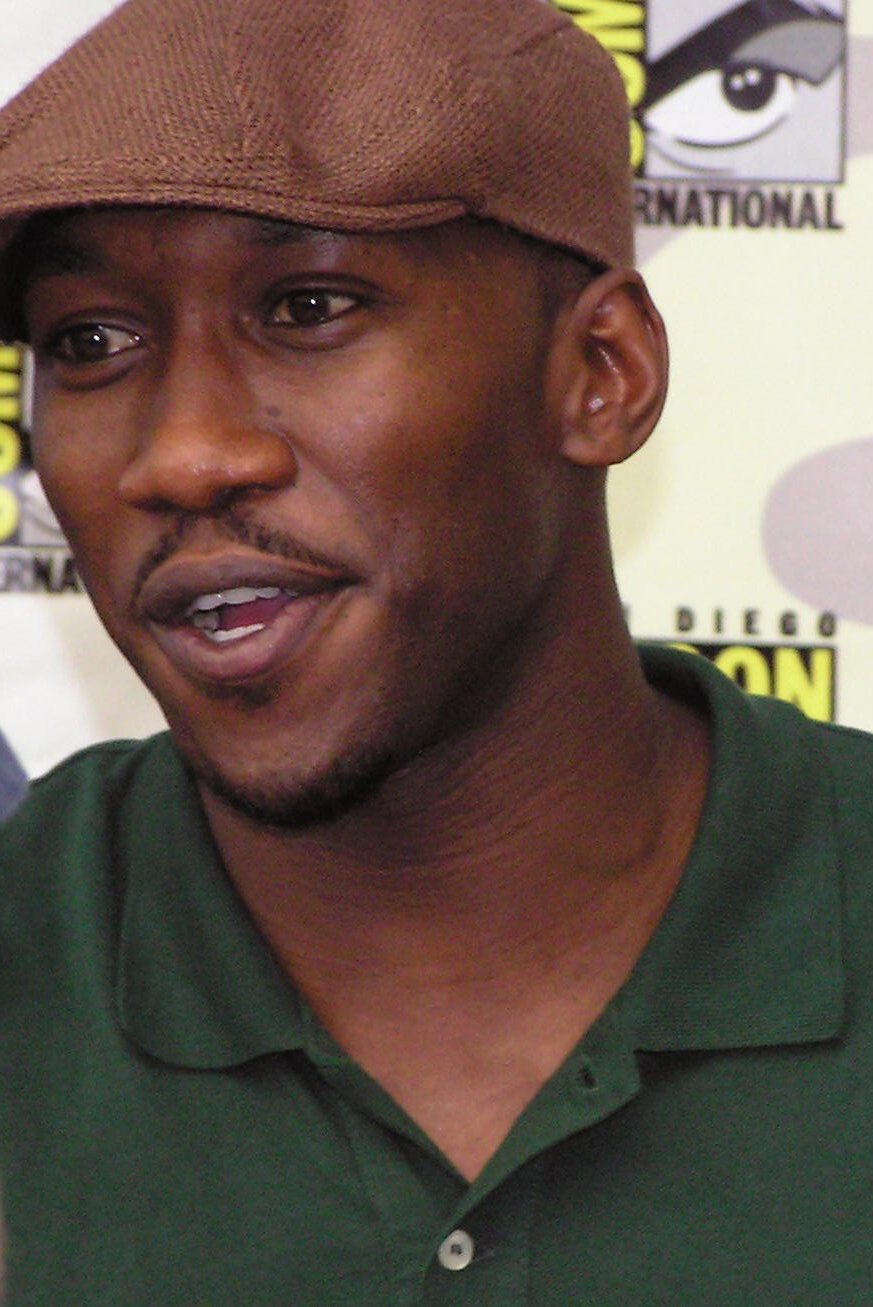
Махершалалхашбаз Али
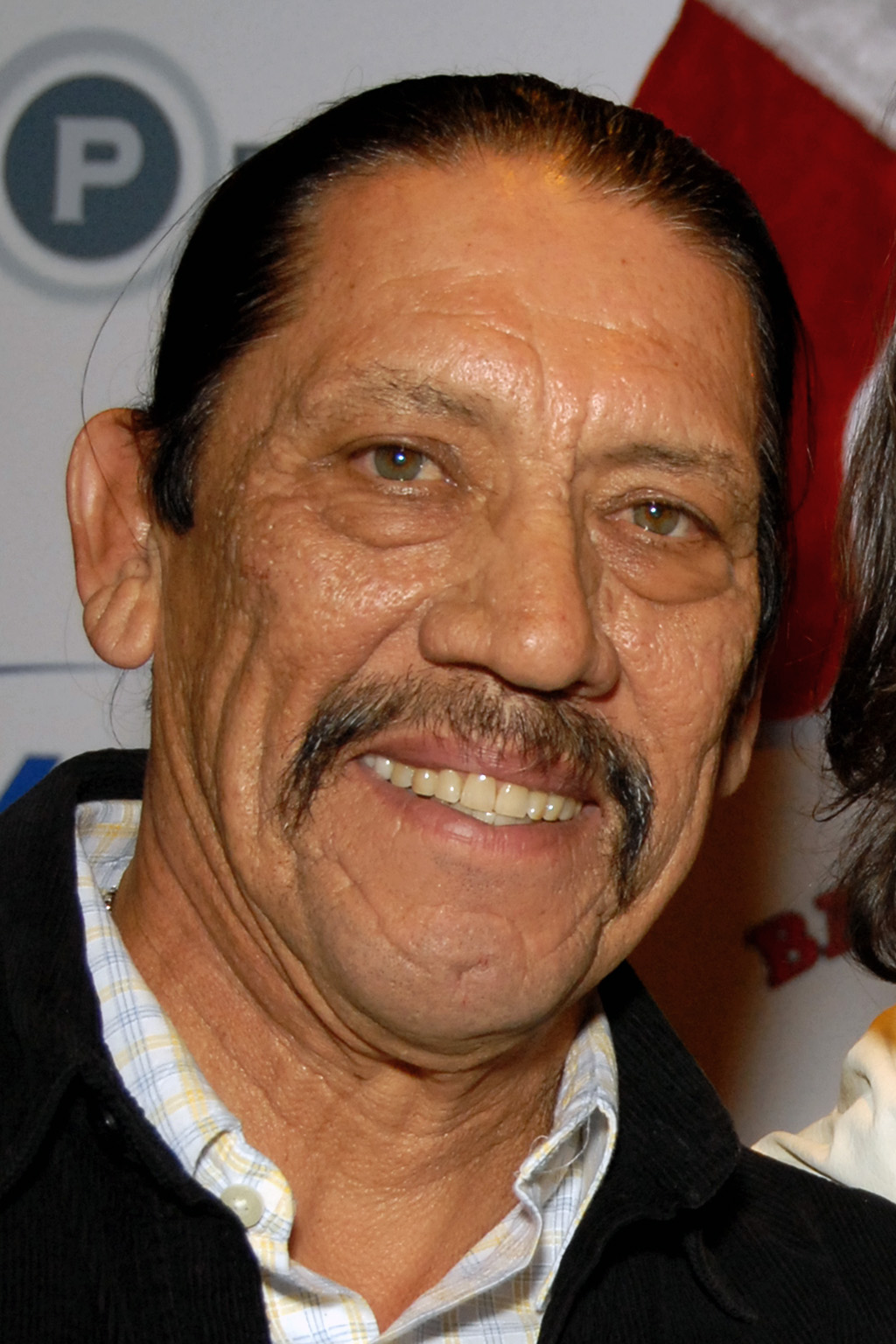
Дэнни Трехо
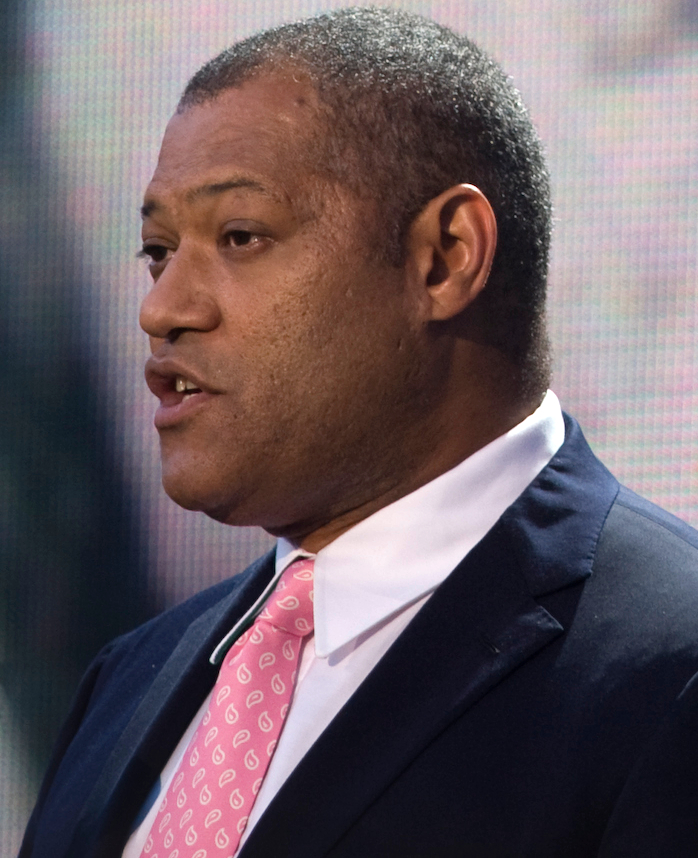
Лоренс Фишбёрн

## Сценарий

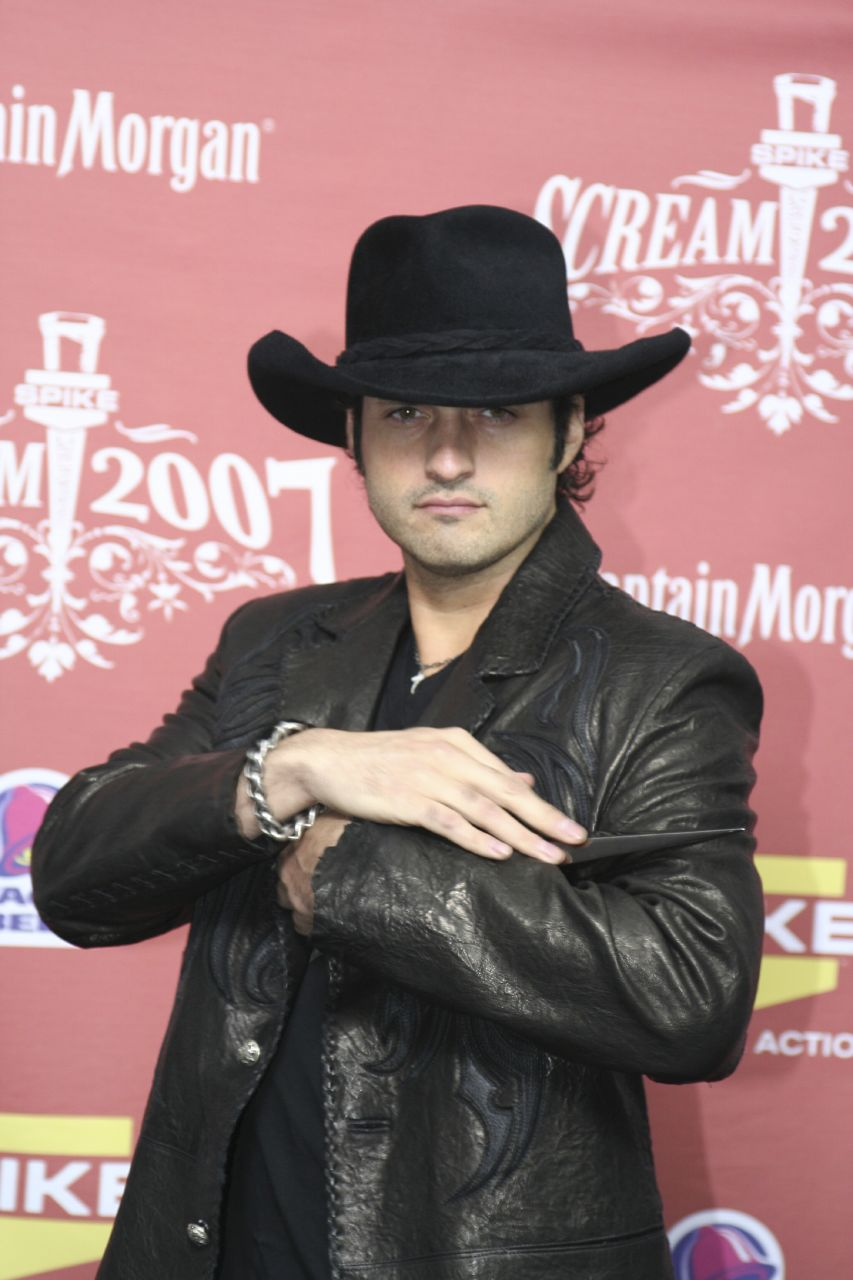
Роберт Родригес

После выхода на экраны в 1987 году фильма «Хищник» Роберт Родригес написал несколько вариантов сценария для продолжения, однако они не соответствовали планам компании и работа на бумаге не воплотилась на экранах. По словам Родригеса, многие элементы его ранних сценариев вошли в конечный вариант, написанный Алексом Литваком и Майклом Финчем. В 2009 году Алекс Янг, сотрудник компании 20th Century Fox, предложил Родригесу рассмотреть его наработки, чтобы восстановить самостоятельность киносерии «Хищник». Изначально Роберт Родригес подумывал о постановке фильма, но потом решил ограничиться сценарными и продюсерскими функциями. На пост режиссёра рассматривались Нил Маршалл, Майкл Дж. Бассетт и Билл Дьюк (исполнитель роли сержанта Мака Фергюсона в первом «Хищнике»). Даррен Линн Боусман и Маркус Ниспел выражали заинтересованность в постановке картины. 1 июля 2009 года на место режиссёра фильма официально был утверждён Нимрод Антал. В интервью MTV Родригес сказал, что хотел, чтобы этот фильм был прямым продолжением самого первого фильма о Хищнике, возможно игнорируя истории в фильмах «Хищник 2», «Чужой против Хищника» и «Чужие против Хищника: Реквием».

## Съёмки

Слева направо: Кучильо, Хандзо, Стэнс, Эдвин, Изабелль, Момбаса, Ройс, Николай.

Съёмки начались 28 сентября 2009 года. Основная их часть велись на Гавайях в местечке КолеКоле и заняла 22 дня, остальные съёмки проходили на студии Роберта Родригеса в Остине, штат Техас, а также в местечке Горное озеро. Эдриен Броуди набрал 11 килограммов мышечной массы, чтобы подготовить себя к роли, а также выразил заинтересованность сыграть и в продолжении фильма. Во время съёмок одной из сцен борьбы Олег Тактаров ударился о камеру и началось кровотечение. Он настаивал на том, чтобы съёмка продолжалась, чтобы добавить эффектности сцене. Фильм был снят за 53 дня. Оригинальный сценарий содержал камео Датча (Арнольд Шварценеггер), главного героя первого фильма «Хищник», но в конечный вариант сценария это не вошло.

## Музыка
Ходили слухи о том, что создатель музыки для оригинального фильма «Хищник» композитор Алан Сильвестри вернётся, но 26 февраля 2010 года было объявлено, что Джон Дебни, который работал с Родригесом над такими фильмами, как «Дети шпионов» и «Город грехов», будет работать и над этим фильмом.

## Кассовые сборы
Фильм вышел в прокат в Соединённых Штатах Америки 9 июля 2010 года и собрал в этот день 10 млн долларов. Занял 3-е место в американском прокате после мультфильма «Гадкий я» и фильма «Сумерки. Сага. Затмение», и в первые выходные собрал 24,7 млн долларов. В международном прокате картина вышла 8 июля 2010 года и возымела большой успех в Великобритании и Ирландии, где собрала 6,8 млн долларов, и в Японии — 6,3 млн долларов. В общем картина собрала 52 000 688 долларов в США и 75 233 701 долларов в других странах, а в совокупности – 127 234 389 долларов во всём мире.

## Критика
Совокупный обзор веб-сайта Rotten Tomatoes даёт фильму оценку в 64 % на основе 204 отзывов со средним баллом 6,4 / 10. Критический консенсус сайта таков: «После череды некачественных продолжений эта кровавая, насыщенная событиями перезагрузка возвращает франшизу к её истокам, подпитываемым тестостероном». Другой сайт агрегации обзоров Metacritic дал фильму оценку 51 из 100, основанную на 30 отзывах от избранных основных критиков, указывая на «смешанные или средние отзывы».

## Игра
Издатель загружаемых игр Chillingo заключил лицензионное соглашение с Fox Digital Entertainment на публикацию официальной видеоигры «Хищники» для iPhone, iPod touch и iPad через Apple App Store и для Mac через Apple Mac App Store. Игра была разработана независимым разработчиком игр Angry Mob Games и была доступна как раз к выходу фильма в кинотеатрах.

## Продолжение
Нимрод Антал говорил о том, что хотел бы снять продолжение. Родригес также сказал, что он заинтересован в съёмках, так как видит большой потенциал у проекта с обилием идей, связанных с миром Хищников:
Есть много замечательных идей. Из одной только идеи сделать приквел с персонажем Лоренса Фишберна (Ноланд) выйдет отличный фильм. Рассказ о его выживании там в одиночку — мне бы хотелось это показать. Я не дорожил этой идеей, даже при том, что у меня был готовый сценарий, потому что как только вы пришли с идеей «Планета Хищников», которую хищники используют в качестве охотничьих угодий с вовлечением людей так или иначе, количество идей, которые вы можете придумать так велико, что вам есть из чего выбирать. Так что у нас уже есть несколько идей, которые мы можем использовать для продолжения. Они все были бы хороши по отдельности, но мы, вероятно, сложим их вместе, чтобы посмотреть, которая из них окажется лучшей, конечно, если мы будем снимать ещё один фильм.
Родригес подтверждает, что будет продолжение:
[Студия]: Давайте рассмотрим другие варианты, какие ещё идеи у вас есть? Это было похоже на, давайте попробуем выйти с этим. Они действительно хотели, чтобы сюжет не был слишком содержательным. Они не хотели, вкладывать слишком много идей, что бы мы могли сэкономить для создания следующей картины. Таким образом, можно увидеть, что интерес был, так как предыдущий фильм доказал актуальность темы. Это своего рода новая сюжетная линия, новые места и мир, и от этого вы действительно можете сойти с ума.
Эдриан Броуди также рассказал о его роли в возможном сиквеле:
Я думаю, что многое определяет успех фильма, не только участие конкретных актёров. И я не думаю, что стоит забегать далеко вперёд. Однако идея сыграть роль в сиквеле и углубиться в характер персонажа мне интересна. Было бы интересно смотреть за тем, как меняется его характер, в лучшую или худшую сторону. Я наслаждался играя Ройса. Опять же это тот случай когда персонаж влияет на меня на эмоциональном уровне. Ройс имеет свой особенный эмоциональный мир, мне ещё не приходилось играть таких персонажей. Это интересная роль для дальнейшей работы».
В 2016 году студия 20th Century Fox наняла режиссёра Шейна Блэка для работы над сценарием новой картины и последующих съёмок.